# Micah Solusod

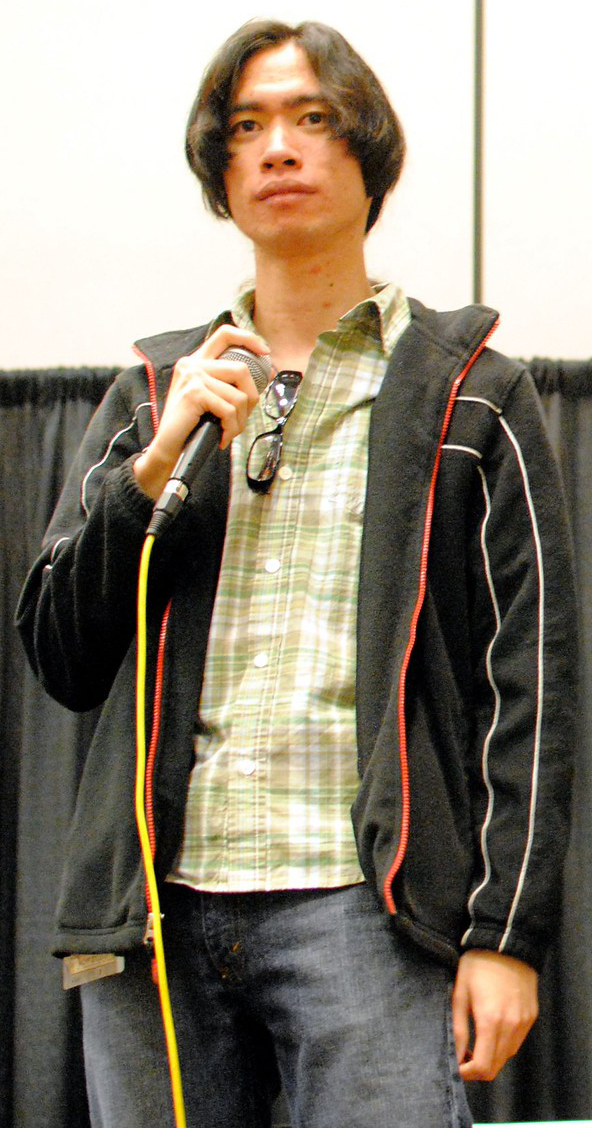
Micah Solusod, 2011

Micah Solusod (* 21. August 1990 auf Hawaii) ist ein US-amerikanischer Synchronsprecher bei Funimation Entertainment. Er wurde auf Hawaii geboren und wuchs dort auf, bevor er nach Texas zog, um ein Synchronsprecher zu werden. Er ist am besten für seine Sprecherrolle als Soul Eater Evans in Soul Eater bekannt.
Er lieh Malek Yildrim Werner in Blassreiter seine Stimme und später Tsutomu in Birdy the Mighty: Decode, Haruki Hishida in Rideback und zahlreichen anderen Anime- und Videospielfiguren.
Solusod ist außerdem freiberuflicher Künstler, und Zeichner einer Webcomic Serie mit dem Titel Ties That Bind.

## Anime
- Akatsuki no Yona – Soo-Won
- Baka to Test to Shōkanjū – Genji Hiraga
- Bamboo Blade – Takachiho Suginokoji
- Big Windup! – Takashima
- Black Butler II – Thomas Wallis
- Blassreiter – Malek Yildrim Werner
- A Certain Magical Index – Touma Kamijo
- A Certain Scientific Railgun – Touma Kamijo
- Chrome Shelled Regios – Loi Entorio
- D.Gray-man – Kie (Ep. 51)
- Darker than Black: Gemini of the Meteor – Nika
- Deadman Wonderland – Yamakatsu (Ep. 1), Chan (Ep. 5)
- Densetsu no Yūsha no Densetsu – Tony
- Fafner: Dead Agressor: Heaven and Earth – Kazuki Makabe
- Fairy Tail – Zusätzliche Stimmen
- Fullmetal Alchemist: The Sacred Star of Milos – Ashley Crichton (jung)
- Initial D: Fourth Stage – Saboteur (Ep. 15–17)
- Kenichi: The Mightiest Disciple – Teramachi (Ep. 29)
- Level E – Yukitaka Tsutsui
- Ōkami-san and her Seven Companions – List Kiriki
- Rideback – Haruki Hishida
- Sands of Destruction – Reve Urshela
- Sgt. Frog – Minemine (Ep. 72)
- Shakugan no Shana – Sorath (Staffel 2)
- Shangri-La – Shion Imaki
- Shikabane Hime – Hiroshige Ushijima
- Shiki – Takami
- Soul Eater – Soul Eater Evens
- Tales of Vesperia: The First Strike – Pete
- Tetsuwan Birdy – Tsutomu Senkawa
- The Tower of Druaga – Gilgamesh (jung)
- To Aru Majutsu no Index – Tōma Kamijō
- Tokyo Ghoul – Seido Takizawa
- Tokyo Ravens – Atsune Hirata
- Tsubasa Tokyo Revelations – Kamui,  Subaru

## Videospiele
- Backstage Pass – Adam Eaton
- Balancing Act – Mike Ilaqua
- Borderlands 2 – Prince Jeffrey, 420_E-Sports_Masta
- Borderlands: The Pre-Sequel! – AK-5 Pilot, Dean the Hothead, Engineer Dockett
- Cabela's Adventure Camp – Kyle
- Centipede: Infestation – Max
- Cryamore – Bagel
- Jisei – Naoki Mizutani (alias Kizaki Suitani)
- Kansei – Naoki Mizutani
- Loren The Amazon Princess – Draco
- Oneiro – Tamotsu
- Ripples – Koda
- Shinsei – Naoki Mizutani
- Yousei – Naoki Mizutani